# Weatherman
Weatherman, později Weather Underground Organization (WUO), byla americká radikálně levicová organizace. Je mj. známa tím, že od roku 1969 do poloviny 70. let organizovala protestní nepokoje a posléze bombové útoky po celých Spojených státech. Skupina také pomohla uprchnout z vězení představiteli tehdejší kontrakultury Timothymu Learymu.
Název skupiny je odvozený z textu písně Subterranean Homesick Blues od Boba Dylana, kde se zpívá „You don't need a weatherman to know which way the wind blows“ („Nepotřebujete meteorologa, abyste věděli odkud vítr fouká“).
Weatherman vznikl roku 1969 odtržením od studentského aktivistického hnutí Studenti za demokratickou společnost. Její aktivity souvisely hlavně s odporem proti válce ve Vietnamu, ale i jiným negativně vnímaným aspektům americké zahraniční politiky a domácího systému, jako např. s postavením černošské menšiny či policejní brutalitou.
Skupina je zodpovědná za více než 20 bombových útoků namířených hlavně proti vládním budovám, bankám či sídlům velkých soukromých společností. 1. března 1971 skupina provedla bombový útok na budovu Kapitolu a 19. května 1972 útok v budově Pentagonu. 6. března 1970 tři členové skupiny zahynuli v domě v New Yorku při výrobě bomby. Při jejich útocích však nebyli žádní mrtví ani zranění, protože skupina vždy poskytovala včasné telefonické varování. Organizace si podle FBI počínala profesionálně, čehož důkazem bylo i to, že většina jejich členů nebyla zadržena, dokud se sami po letech v ilegalitě nepřihlásili na policii. Jejím heslem bylo „Bring the war home“ („Přenes válku domů“).
WUO měli několik desítek aktivních členů a svého času poměrně velké množství sympatizantů, hlavně z řad rebelující mládeže. Mezi známé představitele Weatherman patřili Mark Rudd, Bernardine Dohrnová či Bill Ayers, který se stal známý i pro svoje údajné známosti s americkým prezidentem Barackem Obamou, který nicméně neměl s Ayersem blízký vztah.